# 蒂魯布爾縣
蒂魯布爾縣是印度的一個縣，位於該國南部，由泰米爾納德邦負責管轄，面積5,192平方公里，識字率為79.1%，2011年人口2,471,222，人口密度每平方公里476人。